# Крістіан Дінер
Крістіан Дінер (нім. Christian Diener, 3 червня 1993) — німецький плавець.
Призер Чемпіонату Європи з водних видів спорту 2014, 2018 років.
Чемпіон Європи з плавання на короткій воді 2013 року, призер 2011, 2019 років.